# Gara Berheci
Gara Berheci este o stație de cale ferată care deservește comuna Gohor, județul Galați, România.